# Vorsignal

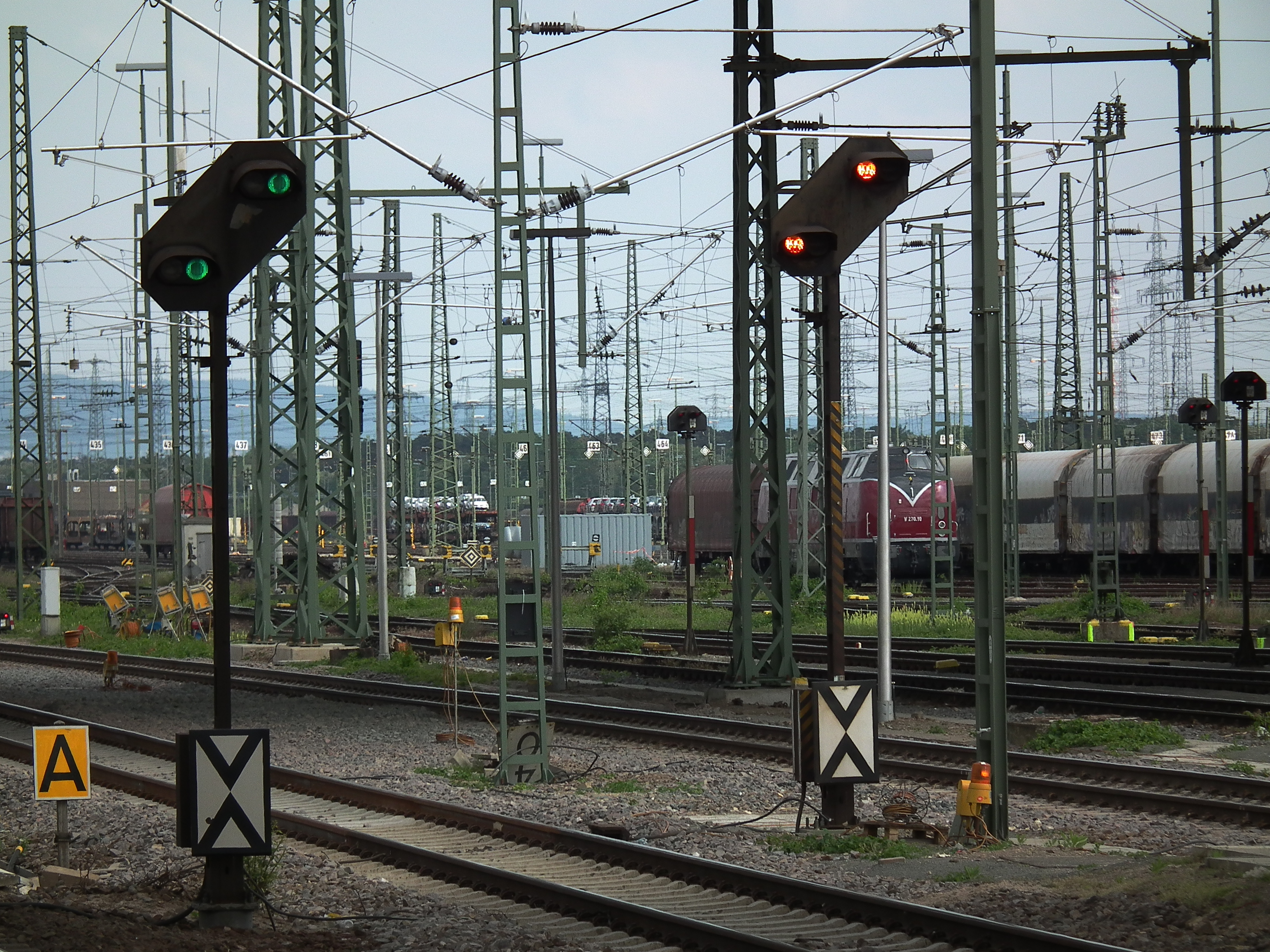
Vorsignale des H/V-Signalsystems

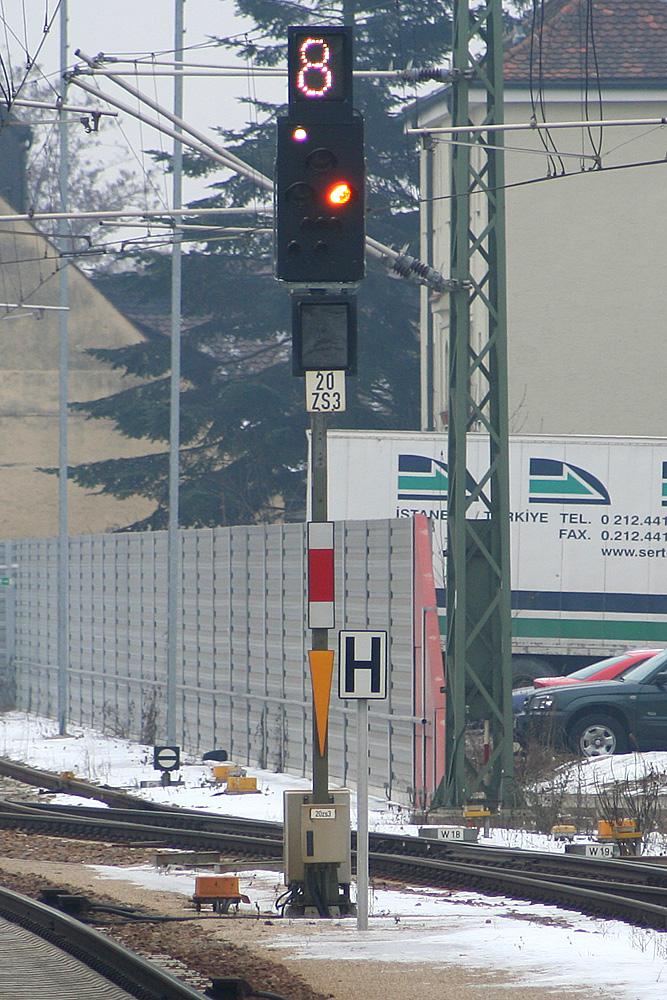
Ks-Signal als Hauptsignal (weiß-rot-weißes Mastschild) mit Vorsignalfunktion (gelbes Dreieck) mit Geschwindigkeitsanzeiger (Signal Zs 3). Signalbegriff: Fahrt mit 80 km/h, Halt (Ks 2) in verkürztem Bremsweg (weißes Zusatzlicht oben links) erwarten. Der Geschwindigkeitsvoranzeiger (Signal Zs 3v) unter dem Signal ist dunkel geschaltet.

Ein Vorsignal ist ein Eisenbahnsignal, das anzeigt, welches Signalbild am nachfolgenden Hauptsignal zu erwarten ist. Dies ist bei höheren Geschwindigkeiten nötig, weil Eisenbahnzüge dann Bremswege von einigen Hundert Metern und darüber haben und daher das Lokpersonal das Signalbild eines Hauptsignals in vielen Fällen nicht mehr so rechtzeitig erkennen kann, dass der Zug noch vor dem Hauptsignal zum Stehen gebracht werden kann. Die Vorsignalisierung kann in vielen Signalsystemen auch vom rückliegenden Hauptsignal übernommen werden. Hauptsignale mit Vorsignalisierungsfunktion werden als Mehrabschnittssignale bezeichnet.
Der Begriff Vorsignal wird in der Schweiz auch für Schilder für die Ankündigung einer Langsamfahrstelle, eines Kontrolllichts einer Bahnübergangsanlage, eines Straßenbahnbereichs, eines Fahrleitungssignals oder eines Zahnstangenabschnitts verwendet.

## Geschichte
Mit zunehmender Geschwindigkeit des Eisenbahnbetriebes gegen Ende des 19. Jahrhunderts war eine rechtzeitige Reaktion der Lokpersonale beim Erkennen der Hauptsignalbegriffe nicht mehr sicher möglich. Man musste den Lokführern das zu erwartende Signalbild so rechtzeitig mitteilen, dass die Züge auch unter ungünstigen Voraussetzungen noch vor dem Hauptsignal zum Stehen kommen können. Dazu wurden Vorsignale eingeführt, die im Bremswegabstand vor dem zugehörigen Hauptsignal stehen und gemeinsam mit diesem betätigt werden. Die Vorsignalbegriffe sollten zum Schutz vor Verwechslung ein deutlich anderes Aussehen als die Hauptsignalbegriffe bekommen. Viele Bahnverwaltungen wählten die Form einer runden, wegklappbaren Scheibe als Tagzeichen und Lichtzeichen für die Nacht. In Preußen war die Scheibe zunächst grün und auch ein grünes Licht als Nachtzeichen bedeutete „Halt erwarten“. War die Scheibe weggeklappt oder erstrahlte ein weißes Licht, bedeutete das „Fahrt erwarten“. Noch heute existiert diese Form der Signalisierung in Frankreich und Schweden. Die am Hauptsignal zu erwartende Geschwindigkeit wurde anfangs nicht angekündigt. Ab 1910 wurde in Preußen auf die heute noch üblichen Signalbegriffe umgestellt, die gelbe Scheibe und das gelbe Doppellicht eingeführt. Im Bereich der deutschen Direktion Mainz wurde die Umstellung z. B. 1913 abgeschlossen. Die für die erst später eingeführte Vorsignalisierung der Ausfahrsignale nötigen Vorsignale, auch als Durchfahrsignal oder Durchfahrvorsignal bezeichnet, wurden von Anfang an häufig am vorgelegenen Einfahrsignal aufgestellt.

## Deutschland

Signalbilder deutscher Formvorsignale
Vr 0: Halt erwarten
Vr 1: Fahrt erwarten
Vr 2: Langsamfahrt erwarten

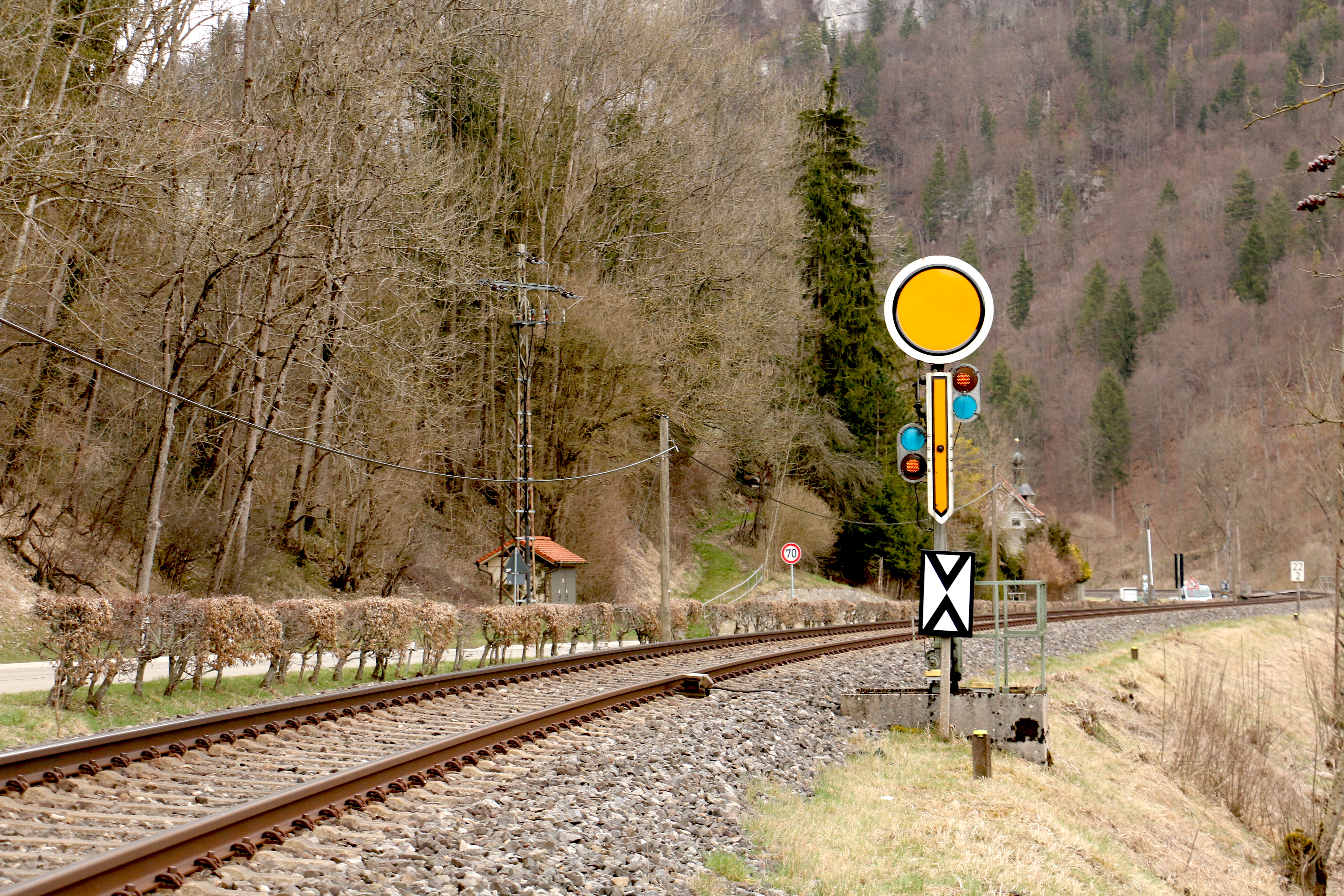
Dreibegriffiges Einfahrvorsignal in Stellung Halt erwarten (Vr 0) mit Vorsignaltafel (Ne 2) (ex DB)

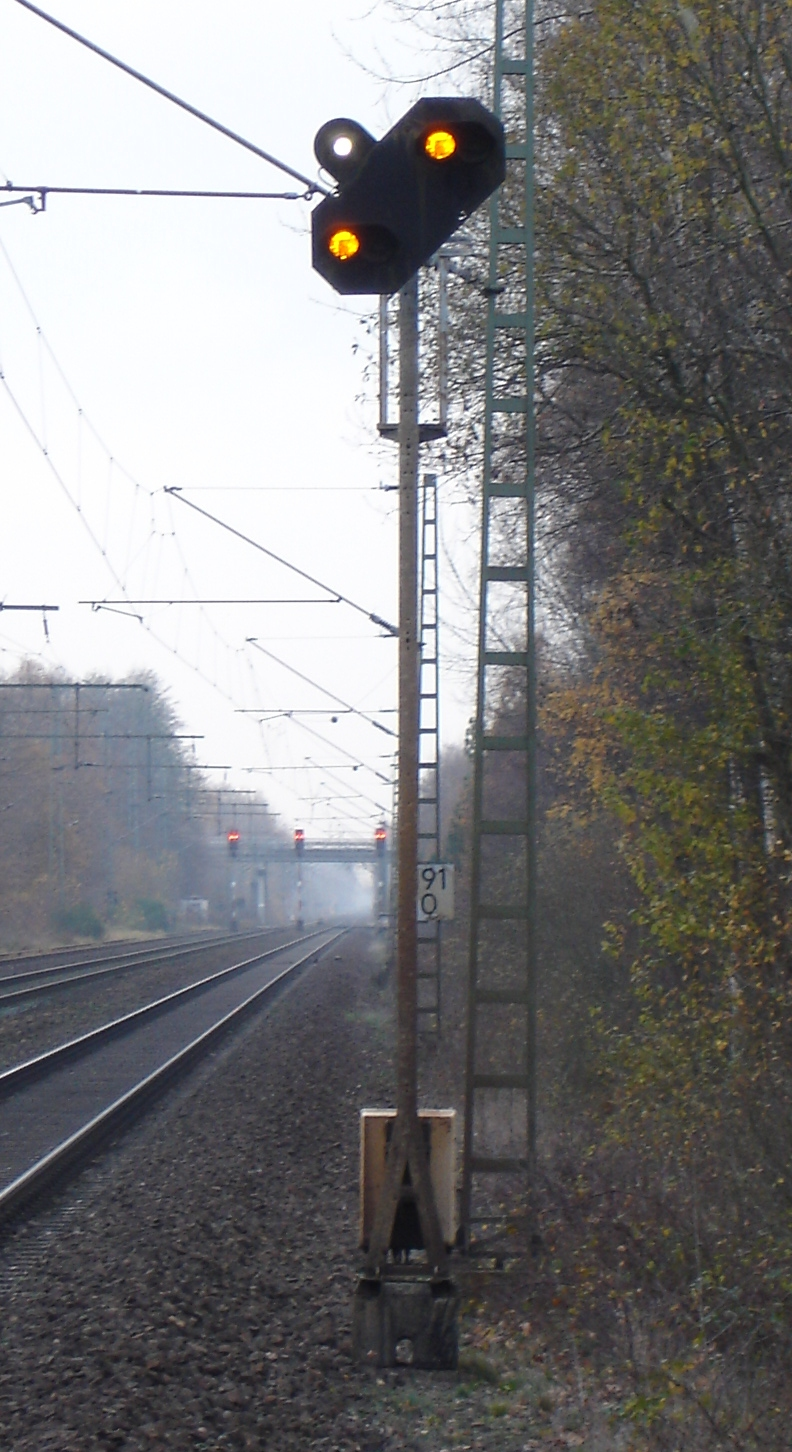
Lichtsignal Vr 0 (Halt erwarten) des H/V-Signalsystems mit weißem Zusatzlicht als Vorsignalwiederholer. Im Gegensatz zum Vorsignal hat der Vorsignalwiederholer keine Vorsignaltafel.

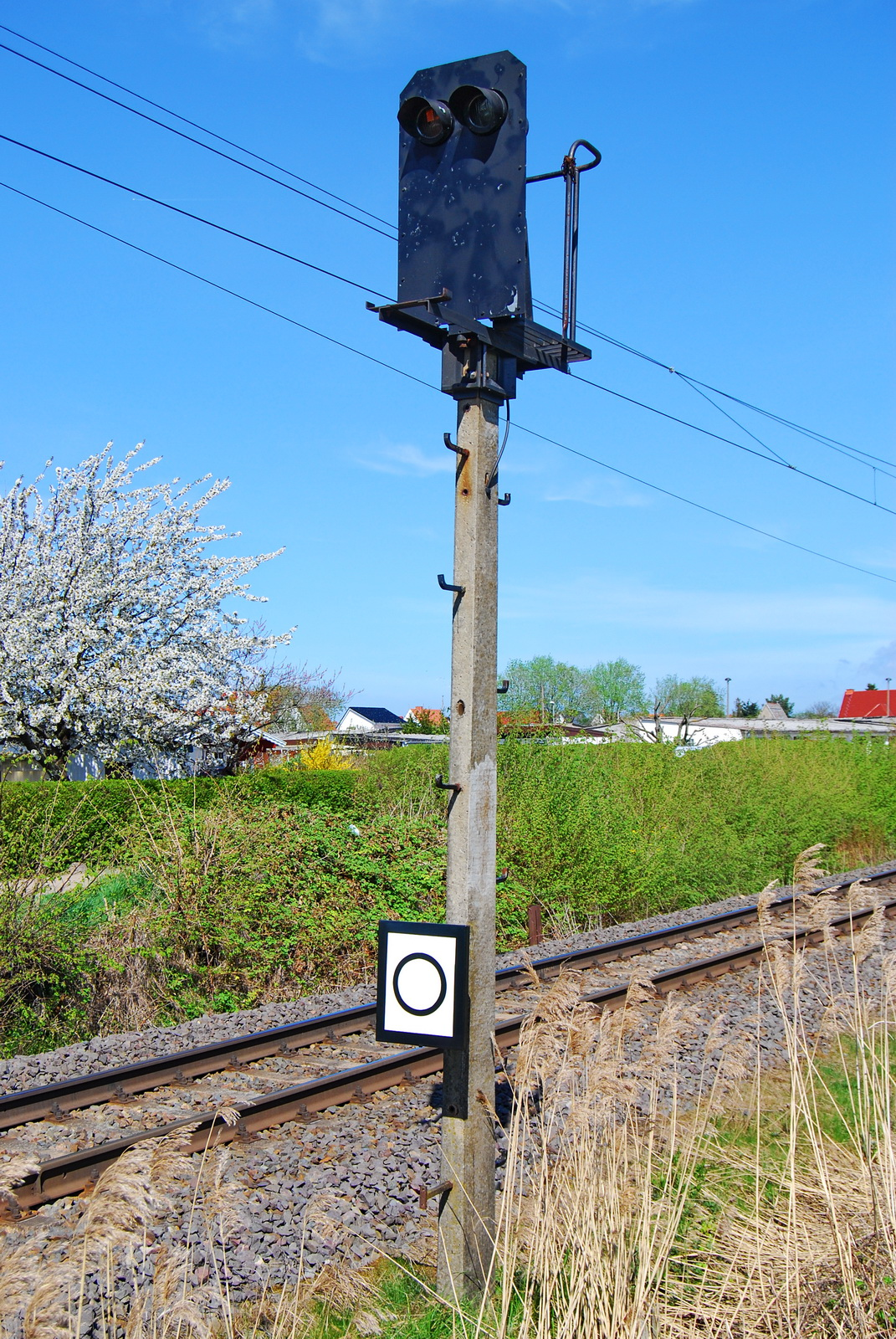
Vorsignal des Hl-Signalsystems mit Vorsignalwiederholermastschild anstatt Zusatzlicht

Deutsche Vorsignale basieren wie alle anderen Signale auf der Eisenbahn-Signalordnung und werden im Signalbuch erläutert. In besonderen Fällen kann ein Vorsignal auch ein haltzeigendes Sperr-, Schutz- oder Nebensignal (Hp 0/Sh 0, Sh 2 oder Ne 5) ankündigen.
Bei einfachen Verhältnissen (beispielsweise auf Nebenbahnen) kann anstelle eines Vorsignals nur eine Vorsignaltafel – im Gebiet der ehemaligen Deutschen Reichsbahn (DR) bis auf Weiteres auch eine Kreuztafel – aufgestellt sein. Sie entsprechen quasi einem Vorsignal in Warnstellung.

### Ab 1920 bis Kriegsende
Ab Mitte der 1920er Jahre wurden in Deutschland vor den Vorsignalen Baken aufgestellt, die die Triebfahrzeugführer darauf hinweisen, dass sie sich einem Vorsignal nähern. Dies war bis 1927 weitgehend abgeschlossen, und die Baken mussten ab dem 10. Mai 1927 vom Lokpersonal beachtet werden. Auch wurden – wohl an entsprechend besonders betroffenen Stellen – „Nebellichtsignalanlagen“ vor Vorsignalen installiert. Es handelte sich um weiße Doppellichter, 150 m und 300 m vor dem Vorsignal.
Mit der weiteren Erhöhung der Fahrgeschwindigkeiten auf Werte über 100 km/h erhöhte sich der Vorsignalabstand um 1930 auf 1000 Meter, auf Schnelltriebwagenstrecken für 160 km/h wurden wenig später 1200 Meter angestrebt. Gleichzeitig zeigte sich, dass der Verzicht auf eine Geschwindigkeitsdifferenzierung zu unnötig verhaltener Fahrweise und zum Anhalten von Zügen, die unplanmäßig auf einen einschränkenden Signalbegriff fahren sollen, führt. Daraufhin wurden ebenfalls in den 1930er Jahren mehrbegriffige Vorsignale eingeführt, indem die Signale durch einen rot-weißen Zusatzflügel unter der Vorsignalscheibe ergänzt wurden. Bei den gleichzeitig erstmals aufgestellten Lichtsignalen wurden vorerst die Nachtzeichen der Formsignale verwendet. Vorsignale am Standort des rückgelegenen Hauptsignals wurden bei der Verwendung von Lichtsignalen an gemeinsamen Masten befestigt. Um falsche Reaktionen der Lokpersonale zu vermeiden, sollten die mehrbegriffigen Vorsignale wie auch Tageslichtsignale streckenweise eingeführt werden.

### Nach dem Zweiten Weltkrieg
Nach Ende des Zweiten Weltkrieges waren höhere Geschwindigkeiten vorerst nicht möglich. Die Vergrößerung der Vorsignalabstände auf über 1000 Meter war nicht mehr notwendig. Die nationalen Systeme wurden weitergeführt. Mit der Entstehung der beiden deutschen Staaten entwickelten sich die Signalsysteme auseinander. Die Deutsche Bundesbahn (DB) behielt das vorhandene System bei und stellte in erster Linie bei Stellwerksneubauten auf Lichtsignale um. Der Regelvorsignalabstand von 1000 m erwies sich bei der Beschleunigung des Zugverkehrs in der zweiten Hälfte des 20. Jahrhunderts als zu kurz. Dieser Abstand war für Züge mit einer Höchstgeschwindigkeit von 140 km/h ausreichend, 160 km/h konnten jedoch nur durch die Einführung der Magnetschienenbremse erreicht werden. Die Vergrößerung der Vorsignalabstände auf mehr als 1000 m konnte aus finanziellen Gründen nicht realisiert werden.
Die Farbe der Zusatzflügel der Formvorsignale wurde von der DB in den 1960er Jahren auf gelb/schwarz/weiß (vergleichbar mit der Farbe der Vorsignalscheiben) geändert. Lichtvorsignale am Mast eines Hauptsignals sind im H/V-Signalsystem dunkel, wenn sich dieses Hauptsignal in Haltstellung befindet. Die sehr ähnliche Systeme verwendenden österreichischen und Schweizer Bahnen beteiligten sich zunächst nicht, bei ihnen blieben die betreffenden Vorsignale in Warnstellung angeschaltet.

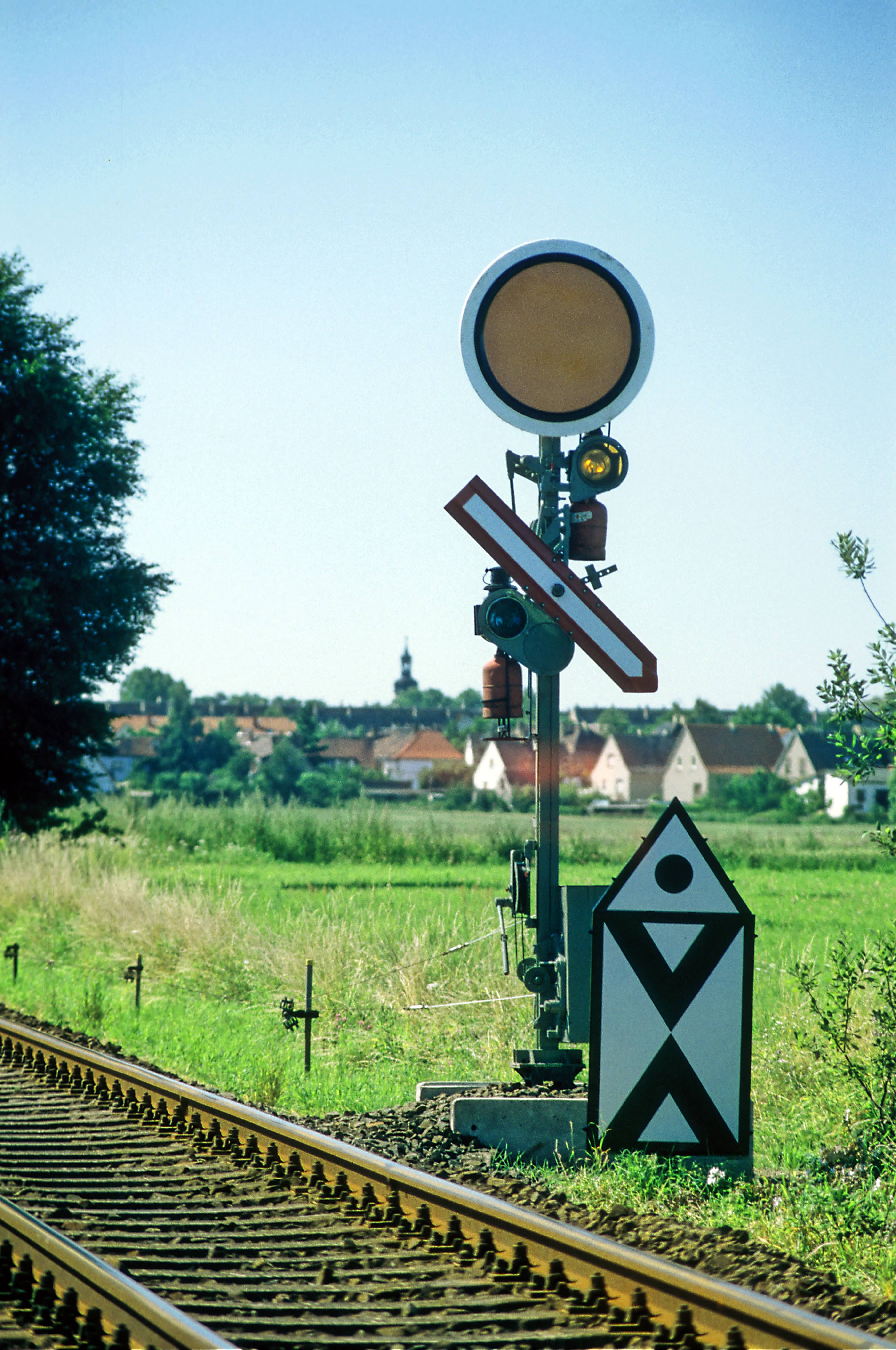
Formvorsignal in Stellung Vf 2, darunter Vorsignaltafel für ein dreibegriffiges Formvorsignal (ehem. DR)

Die Deutsche Reichsbahn experimentierte in den 1950er Jahren mit neuen Lichtsignalbegriffen. 1958 wurde das gemeinsam mit den anderen Mitgliedsbahnen der Organisation für die Zusammenarbeit der Eisenbahnen entwickelte Signalsystem bei der DR unter der Bezeichnung „Hl-Signalsystem“ eingeführt. Damit entfielen besondere Vorsignalbegriffe; an Vorsignalen können jedoch nur die Signalbegriffe Hl 1, 4, 7 und 10 gezeigt werden. Die bisherigen, den Nachtzeichen der Formsignale entsprechenden Signalbegriffe der alten Lichtsignalbauform galten weiter, ihre Anzahl nahm jedoch stetig ab. Die Dunkelschaltung der wenigen Vorsignale des alten Lichtsignalsystems am Mast eines Hauptsignales wurde ebenfalls eingeführt. Zur Erleichterung der Instandhaltung begann die DR in den 1960er Jahren mit dem Einbau von Lichtsignalen bei Stellwerken der Altbauarten, beginnend mit den Einfahrvorsignalen insbesondere wegen der langen und mechanisch nicht jederzeit beherrschbaren Stellentfernungen. Als Folge waren dreibegriffige Formvorsignale selten geworden. Erst nach 1990 wurden sie wieder vermehrt aufgestellt, allerdings in erster Linie als Durchfahrvorsignale.
Wegen des nicht identischen Aussehens der Hl-Signalbegriffe und der Signalbegriffe der Form- und der älteren Lichtsignale wurden bei der DR die Bezeichnungen der Signalbegriffe 1959 geändert. Formvorsignale wurden zu den Signalen Vf 0 bis Vf 2, Lichtvorsignale der Altbauart zu Vl 100 bis Vl 102. Seither befand sich bei den Signalbegriffen Vf 2 und Vl 102 das gelbe Licht nicht mehr unten, sondern oben. Bei den übrigen Signalbegriffen entfiel jeweils das zweite Licht der Nachtzeichen der Formvorsignale und der Lichtvorsignale der Altbauart, wenn sich diese nicht am Standort eines Hauptsignales befanden. Beginnend in den 1960er Jahren wurden auch Lichtvorsignale der Altbauart auf Hl-Begriffe umgeschaltet, ohne die alten Signalschirme der schrägen Bauform gegen neue auszuwechseln.
Der Signalabstand wurde bei der DR deutlich flexibler als bei der DB gehandhabt. Überschritt der Abstand der Hauptsignale untereinander 1800 Meter nicht und war die Signalsicht ausreichend, entfielen gesonderte Vorsignale regelmäßig zugunsten der Vorsignalisierung am rückgelegenen Hauptsignal.

### Seit 1991
Mit der deutschen Wiedervereinigung entstand die Notwendigkeit, die Signalsysteme von DR und DB zu harmonisieren. Das H/V-System der DB war inzwischen trotz Ergänzung mit einer Geschwindigkeitssignalisierung veraltet, gegen eine bundesweite Einführung des Hl-Systems bestanden politische Bedenken. Deshalb wurde auf Basis des Versuches mit den Sk-Signalen das Ks-Signalsystem als Einheitsform eingeführt und insbesondere bei Stellwerksneubauten eingerichtet. Es ist zu beiden Vorgängersystemen kompatibel. Wie beim Hl-System gibt es keine gesonderten Vorsignalbegriffe mehr, das Verhalten im Störungsfall ergibt sich aus den Mastschildern bzw. Vorsignaltafeln. Neu eingeführt wurde eine Kennzeichnung von Hauptsignalen mit Vorsignalisierung durch ein nach unten zeigendes gelbes Dreieck unter dem Mastschild.

### Standort
Der Abstand zwischen Vorsignal und Hauptsignal entspricht dem Bremsweg, den Züge maximal benötigen, wenn sie vor dem Halt zeigenden Hauptsignal sicher zum Halten kommen sollen (Bremswegabstand). Der Regelbremsweg wird streckenbezogen festgesetzt und beträgt bei Hauptbahnen in der Regel 1000 oder 700 m, auf Nebenbahnen können es auch nur 400 m sein. Ist das Hauptsignal für den Triebfahrzeugführer, z. B. in einem Gleisbogen, nicht aus einer festgelegten Entfernung, der Mindestsichtbarkeit, die je nach Streckengeschwindigkeit in der Regel zwischen 300 und 500 m beträgt, erkennbar, stehen zwischen dem Vor- und dem Hauptsignal ein oder mehrere Vorsignalwiederholer, die das zu erwartende Signalbild des Hauptsignals ankündigen und so die Mindestsichtbarkeit des Hauptsignals künstlich herstellen. Als Vorsignalwiederholer werden nur Lichtsignale genutzt, auch in ansonsten rein mechanischen Stellwerksbereichen. Am Standort eines Vorsignalwiederholers ist jedoch keine Vorsignaltafel aufgestellt, er zeigt neben dem eigentlichen Signalbild bei Ks- und H/V-Signalen ein weißes Zusatzlicht, bei Hl-Signalen die Vorsignalwiederholertafel. Durch Wiederholung des Vorsignalbilds wird unnötiges Abbremsen des Zuges verhindert, wenn Halt angekündigt war und das Hauptsignal inzwischen in Fahrtstellung gekommen ist. Liegt zwischen Vorsignal und Hauptsignal ein Halteplatz und ist von diesem das zugehörige Hauptsignal nicht zweifelsfrei erkennbar, so unterrichtet ein Vorsignalwiederholer am Bahnsteigende den Triebfahrzeugführer auch während des Haltes über die Stellung des Hauptsignals. Hierdurch wird das Sicherheitsrisiko durch das Vergessen der Vorsignalinformation durch den Triebfahrzeugführer während des Verkehrshalts gemindert.
Je nach den örtlichen Gegebenheiten kann der Abstand zwischen Vor- und Hauptsignal im Einzelfall innerhalb festgesetzter Toleranzwerte um bis zu 50 % länger oder bis auf die Länge des tatsächlich erforderlichen Bremswegs kürzer festgesetzt sein. Ist er mehr als 5 % gegenüber dem Regelbremsweg der Strecke verkürzt, wird dies dem Triebfahrzeugführer im Buchfahrplan oder in der „La“ (La = Übersicht der vorübergehend eingerichteten Langsamfahrstellen und sonstigen Besonderheiten) mitgeteilt. Außerdem zeigen Ks- und H/V-Lichtvorsignale zu dem eigentlichen Signalbild ein weißes Zusatzlicht. Bei Ks-Signalen, die Fahrt erwarten (Ks 1) zeigen, wird das Zusatzlicht abgeschaltet. Im verkürzten Bremswegabstand stehende Hl-Vorsignale werden durch eine besondere Vorsignaltafel (siehe folgender Absatz) gekennzeichnet. Der Abstand eines alleinstehenden Vorsignals zu einem vorgelegenen Hauptsignal muss mindestens 300 m betragen, andernfalls wird die Vorsignalisierung in das vorgelegene Hauptsignal integriert bzw. das Vorsignal am gleichen Standort aufgestellt.
Die Aufstellung entspricht der der Hauptsignale. Prinzipiell rechts vom befahrenen Gleis, am linken Gleis (Gegengleis) der freien Strecke dagegen links. Ist das nicht möglich, beispielsweise wegen nicht eindeutiger Zuordnung oder wegen Platzmangel, dann ist die Aufstellung über dem Gleis mittels Signalbrücken oder -ausleger möglich. Bei Formvorsignalen mit Zusatzflügel befindet sich dieser in diesem Fall über der Vorsignalscheibe. Für die insbesondere in Bahnhöfen erforderliche Aufstellung von Formvorsignalen zwischen den Gleisen gibt es aus Lichtraumprofilgründen eine hohe Ausführung.

### Vorsignaltafel
Ein Formvorsignal deutscher Bauart zeigt in Fahrtstellung am Tag und nachts bei ausgefallenem Nachtzeichen praktisch keinen sichtbaren Signalbegriff. Ein erloschenes Lichtvorsignal hat ohne Zusätze ebenfalls keine Signalwirkung. Um den Standort eines Vorsignales deshalb eindeutig zu kennzeichnen, wird er mit einer Vorsignaltafel (Signal Ne 2) gekennzeichnet. Bei Vorsignalen zu reinen Brückendeckungssignalen und bei Wärterhaltvorscheiben gibt es keine Vorsignaltafeln.
| Bedeutung | Signalbild |
| --- | ---------- |
| Vorsignaltafel Ne 2                                                                                                 |            |
| Vorsignaltafel für ein Vorsignal in einen um mehr als 5 % verkürzten Bremswegabstand (ehem. DB)                     |            |
| Vorsignaltafel für ein Vorsignal in einen um mehr als 5 % verkürzten Bremswegabstand (ehem. DR)                     |            |
| Vorsignaltafel für ein dreibegriffiges Formvorsignal (ehem. DR)                                                     |            |
| Vorsignaltafel für ein dreibegriffiges Formvorsignal in einem um mehr als 5 % verkürzten Bremswegabstand (ehem. DR) |            |

Bei der Deutschen Reichsbahn wurde die Anzahl der möglichen Signalbegriffe an Lichtvorsignalen nicht gekennzeichnet. Die Deutsche Bahn hat das beibehalten und auch bei Ks-Vorsignalen eingeführt.
Vorsignaltafeln sind in vielen Ländern, die sich an deutscher Sicherungstechnik orientierten, eingeführt worden. Sie weichen jedoch vielfach in Details ab. In Tschechien
und der Slowakei kennzeichnen Vorsignaltafeln nach deutscher Art Einfahrvorsignale von Bahnhöfen. Vorsignale aller anderen Betriebsstellen wie Block- oder Abzweigstellen, erhalten Vorsignaltafeln mit je einem senkrechten und waagerechten schwarzen Balken im weißen Feld.

### Besondere Formen

#### Bayerisches Vorsignal
Im Bereich der ehemaligen Königlich Bayerische Staats-Eisenbahnen wurde auch nach der Vereinheitlichung der Reichsbahn 1924 bis Mitte der 1960er Jahre das bayerische Formvorsignal verwendet. Die runde gelbe Scheibe besaß in der Mitte einen schräg angeordneten Klappmechanismus. Beim Wechsel von der Warnstellung (Vr 0) in die Fahrtstellung (Vr 101 oder 102) klappten die beiden Scheibenhälften nach hinten um; an ihrer Stelle erschien ein nach rechts aufwärts weisender rot-weißer Signalflügel. Da diese Mechanik an die Flügelschläge eines Schmetterlings erinnerte, wurde das bayerische Vorsignal „Schmetterlingssignal“ genannt. Weil es stets ein sichtbares Signalbild besaß (nicht wie beim Vr 1 eine weggeklappte Scheibe), wurde sein Standort zunächst nicht mit einer Vorsignaltafel gekennzeichnet; dies geschah erst ab 1959 aus Gründen der Einheitlichkeit. Das bayerische Formvorsignal konnte aufgrund seiner Bauweise auch am Mast eines Formhauptsignals angebracht sein, so dass beispielsweise die Kombination „Langsamfahrt, Fahrt oder Langsamfahrt erwarten“ (Hp 2, Vr 102) am selben Mast mit drei Signalflügeln angezeigt wurde. Das Nachtzeichen des bayerischen Vorsignals entsprach dem von Vr 0 und Vr 1.

#### Brückendeckungssignal

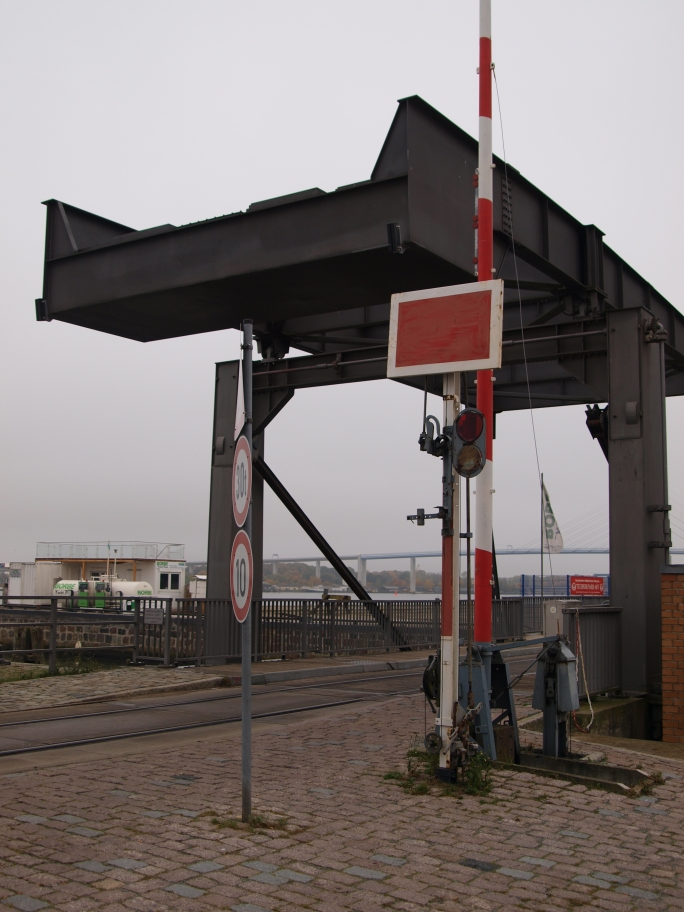
Brückendeckungssignal

Das „Vorsignal zum Brückendeckungssignal“ ist ein Formvorsignal und kündigt ein Brückendeckungssignal an, das eine bewegliche Brücke sichert. Grundsätzlich wurden Brückendeckungssignale nur dann von Vorsignalen angekündigt, wenn sie sich auf freier Strecke befanden, also nicht innerhalb eines Bahnhofs. Bei entriegelter Brücke (Befahren verboten) ist das Gleis durch Schutzsignal Sh 2 gesperrt, das Vorsignal zeigt Vr 0. Bei verriegelter Brücke (Befahren erlaubt) werden die Signalscheiben des Schutzsignals und des Vorsignals weggeklappt. Schutz- und Vorsignal sind dann „betrieblich abgeschaltet“ und zeigen nachts ein weißes Kennlicht. Historischer Vorgänger dieses Signals ist die Deckungvorscheibe (Signal Ve 2), die als Ankündigung der Deckungscheibe verwendet wurde. Mit Deckungscheiben wurden bewegliche Brücken, Bahnhöfe (Ersatz für das Einfahrsignal), Gleiskreuzungen, Bahnübergänge und Bahnsteigzugänge gesichert. Als Deckungvorscheibe entsprach das Signal Sh 3 technisch einem mechanischen Vorsignal, nur ohne grüne Farbscheibe in der Blende und ohne Vorsignaltafel. Die letzten Vorsignale zu Brückendeckungssignalen standen bis 2011 vor der Klappbrücke des Ems-Jade-Kanals in Sanderbusch und bis 1988 vor der Drehbrücke über die Eider bei Friedrichstadt.

#### Wärtervorsignal
Wenn Zugfahrten in Richtung einer auf freier Strecke aufgestellten Wärterhaltscheibe (Signal Sh 2) nicht ausgeschlossen sind, dient der Ankündigung der Wärterhaltscheibe ein nicht ortsfest aufgestelltes Signal, das eine Scheibe wie die der ortsfesten Formvorsignale zeigt. Die Scheibe ist nicht wegklappbar. In der Nacht zeigt ein solches Signal zwei gelbe nach rechts steigende Lichter. Dieses Signal wurde ursprünglich als „Wärterhaltvorscheibe“, später nur noch „Haltvorscheibe“, (Signal Sh 3) bezeichnet. Bedingt durch die Ähnlichkeit wurde es bei der Deutschen Bundesbahn frühzeitig den Vorsignalen unter der Bezeichnung „Wärtervorsignal“ zugeordnet; das Signal Sh 3 entfiel. Der an Wärtervorsignalen gezeigte Signalbegriff wird ebenfalls als Signal Vr 0 bezeichnet. Bei der Deutschen Reichsbahn wurde dieses Signal bis zuletzt als Haltvorscheibe (Signal Sh 3) geführt, seit 1971 jedoch nur noch mit einem gelben Licht als Nachtzeichen, sofern sich die Haltvorscheibe nicht am Standort eines Hauptsignals befand. Das Signalbuch der DR erlaubte auch die vorübergehende Verwendung der Haltvorscheibe als Ersatz für ein fehlendes oder ungültiges Vorsignal bei Bauzuständen. Durch die Harmonisierung der Regeln der ehemaligen DB und DR wurde im Jahr 2006 auch auf dem Gebiet der ehemaligen DR die Haltvorscheibe ersetzt durch das Wärtervorsignal. Der Ersatz eines fehlenden oder ungültigen Vorsignals bei Bauzuständen wird seither auch auf dem Gebiet der ehemaligen DR durch eine einzeln stehende Vorsignaltafel (Signal Ne 2) übernommen.

#### Dreibegriffiges Formvorsignal mit drei Lichtpunkten
Die bis Mitte der 1960er Jahre teilweise verwendeten, dreibegriffigen Formvorsignale zeigten bei Vr 2 anstelle von einem gelben und grünen Lichtpunkt als Nachtzeichen zwei nach rechts steigende gelbe Lichter und zusätzlich unter dem rechten gelben Licht, höher als das linke gelbe Licht, ein grünes Licht. Dieses Signalbild wurde Vr 102 genannt. Das Zusatzlicht wurde häufig durch einen Spiegelkasten von der unteren Laterne her erzeugt.

## Vorsignale in Österreich

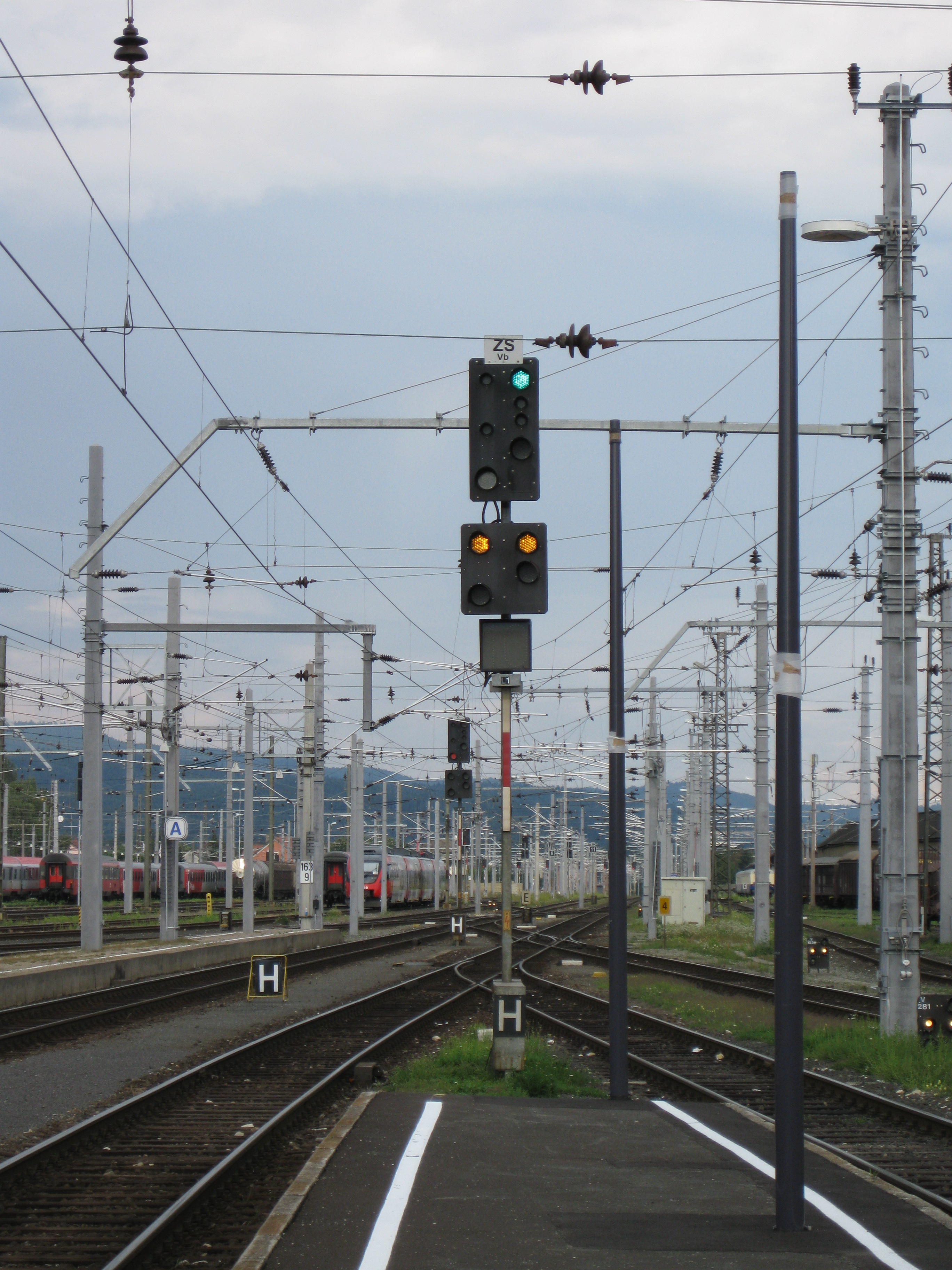
Hauptsignal mit Begriff „Frei“.
Das Vorsignal zeigt „Vorsicht“ an.

Die ersten verbreitet eingesetzten Vorsignale, die technisch den zur selben Zeit in Deutschland eingeführten ähnelten, waren mit einer durchbrochenen grünen rechteckigen Klappscheibe ausgerüstet. Bereits diese Formsignale hatten zusätzlich Lichtzeichen für die Nacht: Grün für „Vorsicht, Langsam“ und Weiß für „Hauptsignal frei“. Während 1910 in Deutschland die Signalordnung vom alten Farbsystem Rot-Grün-Weiß (Halt-Langsam-Frei) weitgehend auf das aktuelle Rot-Gelb-Grün umgestellt wurde, blieb Österreich bei den alten Farben. In den beim Zerfall der Monarchie 1918 entstandenen Nachfolgestaaten wurden die bestehenden Regelungen beibehalten.
1926 wurden bei den BBÖ die ersten Lichtsignale mit den Farben Grün und Weiß eingeführt. Dabei versuchte man die Verwechslungsgefahr mit Lampen aus der Umgebung durch Verwendung von weißem Blinklicht zu minimieren. Das Signalschild (in Deutschland: Signalschirm) war oben gerade und unten zusammenlaufend. 1934 entschloss man sich doch zur Einführung des gelben Lichts. Am Vorsignal wurde nun gelbes statt grünes Licht für den Begriff „Vorsicht“ verwendet, auch die Farbe der Scheibe der Formvorsignale wurde gelb. Nach dem Anschluss Österreichs 1938 begann die Deutsche Reichsbahn, die Signalisierung an deutsche Vorschriften anzupassen. Damit erhielten neu aufgestellte Formvorsignale runde Scheiben und Nachtzeichen mit verdoppelten Lichtpunkten, zusätzlich wurden dreibegriffige Formvorsignale mit Zusatzflügel eingeführt. Nach dem Krieg wurden bei den Formvorsignalen die zweiten Lichtpunkte und die Zusatzflügel wieder entfernt, die runden Vorsignalscheiben wurden jedoch beibehalten. Die Lichtvorsignale blieben während der Reichsbahnzeit und danach in der BBÖ-Form erhalten. Viele österreichische Formsignale wurden allerdings mit runden Scheiben nachgerüstet.
Ab 1954 wurden mit dem vierbegriffigen Signalsystem neue Lichtvorsignale von den Schweizerischen Bundesbahnen (SBB) übernommen. Das Signalschild ist seither nahezu quadratisch und besitzt oben zwei gelbe und darunter zwei schräg nach rechts steigende grüne Lampen.
Um 1980 entfielen die besonderen Nachtzeichen der Formsignale, nachdem die Triebfahrzeuge und Steuerwagen durchgehend mit leistungsfähigen und abblendbaren Scheinwerfern ausgerüstet worden waren. Dazu erhielten die Vorsignalscheiben reflektierende Beschichtungen, zusätzlich wurde unter der Scheibe ein ebenfalls reflektierender grüner Balken mit weißen Enden angebracht. Er wird in Fahrtstellung durch die waagerecht liegende Scheibe sichtbar. Das Vorhandensein eines eindeutigen Signalbegriffs auch in Freilage ermöglichte den Verzicht auf die Vorsignaltafel. Dafür muss nun mindestens eine Abstandstafel vor dem Vorsignal stehen.
Vorsignale, die am Mast eines Hauptsignals angebracht sind, werden dunkel geschaltet, wenn das Hauptsignal nicht in Freistellung ist.
| Bezeichnung                  | Signalbild | Lichtsignal | Formsignal | Bezeichnung                  | Signalbild | Lichtsignal | Formsignal                 |
| ---------------------------- | --- | ----------- | ---------- | ---------------------------- | --- | ----------- | -------------------------- |
| Vorsicht                     | zwei gelbe Lichter nebeneinander; beim Formsignal ein rückstrahlend runde gelbe Scheibe, mit schwarz-weißen Rand. |             |            | Hauptsignal frei             | zwei diagonale grüne Lichter; beim Formsignal ein rückstrahlendes grünes Rechteck mit zwei weißen Ecken. Die gelbe Kreisscheibe ist dabei zurückgeklappt.                                                                                 |             |                            |
| Hauptsignal frei mit 60 km/h | zwei diagonale grüne Lichter, oben links ein gelbes Licht.                                                        |             |            | Hauptsignal frei mit 40 km/h | zwei gelbe Lichter nebeneinander, unten links ein grünes Licht; beim Formsignal dasselbe Signalbild wie bei Hauptsignal frei. Ist allerdings außerplanmäßig in die Ablenkung zu fahren, so bleibt das Formsignal in der Stellung Vorsicht |             | Planmäßig: Außerplanmäßig: |

## Vorsignale in der Schweiz

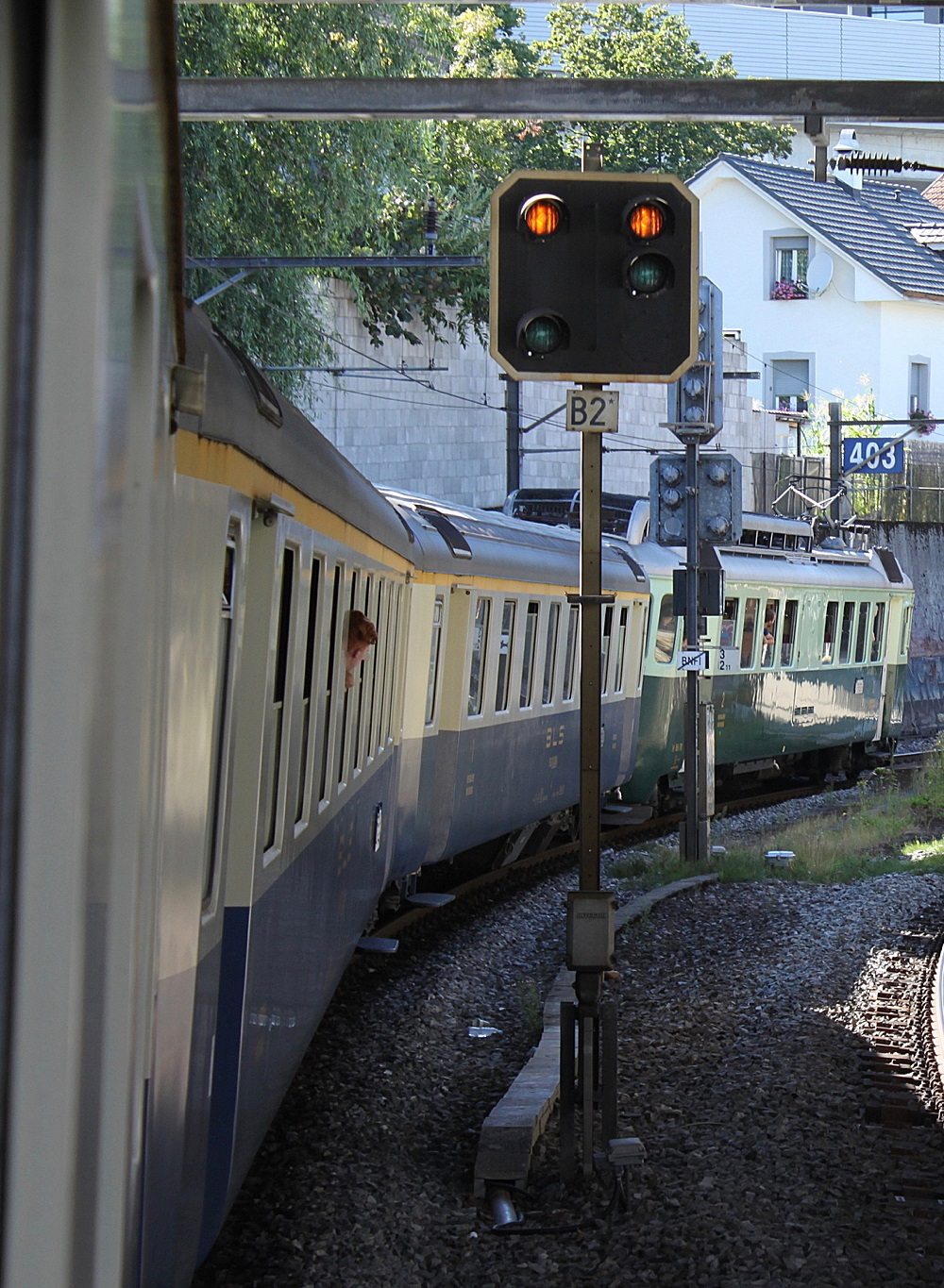
Warnung zeigendes Vorsignal B2* des Typs L in Bern Außerholligen

Die Lichtsignale mit der heutigen Bezeichnung System L wurden in den 1930er Jahren entwickelt. Sie sind quadratisch und haben oben zwei gelbe und unten zwei schräg angeordnete grüne Lampen. Rechts unten kann sich noch eine gelbe oder grüne Lampe befinden.
Von 1939 an wurden alte mechanische Klappscheibenvorsignale durch elektrische Signale ersetzt. 1970 waren noch ein Zehntel der Signale mechanisch. Inzwischen sind in der Schweiz keine mechanischen Signale mehr im Einsatz.
In den 1980er Jahren entwickelten die SBB ein neues Signalsystem mit der Bezeichnung System N. Dessen Vorsignale sind mit einem weiß reflektierenden quadratischen Rand gekennzeichnet. Sie haben nur zwei Lichtpunkte, aber einen zusätzlichen Geschwindigkeitsanzeiger mit Ziffern.
Der Ausdruck Fahrbegriff wird nicht mehr verwendet, die Geschwindigkeit wird auf 10 km/h genau angezeigt. Weil das System N als kombiniertes Signalsystem wie die Blocksignale im System L konzipiert ist, sind Vorsignale selten. Sie verfügen im Gegensatz zu den kombinierten Signalen des Typs N, die mit kreisrunden weißen Rand gekennzeichnet sind, über kein Rotlicht.
Die Mehrzahl der mechanischen Vorsignale in der Schweiz waren als Klappscheibensignale ausgeführt. Daneben wurden auch Wendescheiben als Vorsignale eingesetzt. Die Scheiben trugen ursprünglich einen grünen Anstrich mit weißem Schrägstrich. Wie in Preußen zeigten die Vorsignale nachts zwei grüne Lichter waagrecht nebeneinander für Warnung und zwei weiße Lichter nebeneinander für Fahrt. Am 31. Dezember 1935 wurden sämtliche grünen Gläser der Vorsignale durch brandgelbe ersetzt. Nach einer Übergangszeit wurden die weißen Gläser mit grünen ausgetauscht, womit nachts die mechanischen Signale (System M) weitgehend gleich leuchteten wie später die Lichtsignale des Systems L.
In der folgenden Zeit erhielten zudem die Klapp- und Wendescheiben der Vorsignale den orangefarbenen Anstrich.
Solange das am gleichen Mast befindliche Hauptsignal des Typs L Halt anzeigt, ist das Vorsignal entweder dunkelgeschaltet oder es zeigt Warnung. Die Lichter des Vorsignals sind gelöscht, wenn das am gleichen Standort befindliche Hauptsignal Kurze Fahrt (Fahrbegriff 6) zeigt.
Hauptsignale sind mit einem Buchstaben und allenfalls einer der Gleiszugehörigkeit entsprechenden Zahl bezeichnet. Das Vorsignal trägt die Bezeichnung des nachfolgenden Hauptsignals, ergänzt mit einem hochgestellten Stern.
| Fahr- begriff                                                                           | Bedeutung | Lichtsignale                                                                                   | Lichtsignale                                                                                        | Lichtsignale | Lichtsignale                                                | Formsignale (System M)                                   | Formsignale (System M)                                   |
| Fahr- begriff                                                                           | Bedeutung | System L                                                                                       | System L                                                                                            | System N | System N                                                    | Klappscheiben                                            | Wendescheiben                                            |
| --------------------------------------------------------------------------------------- | --- | ---------------------------------------------------------------------------------------------- | --------------------------------------------------------------------------------------------------- | --- | ----------------------------------------------------------- | -------------------------------------------------------- | -------------------------------------------------------- |
| –                                                                                       | Warnung: Verminderung der Geschwindigkeit, dass vor dem nächsten Halt zeigenden Signal angehalten werden kann               | zwei gelbe Lichter waagrecht nebeneinander                                                     | zwei brandgelbe Lichter waagrecht nebeneinander                                                     | ein gelbes Licht links unten | ein brandgelbes Licht links unten                           | orangefarbene Klappscheibe dem Lokomotivführer zugekehrt | orangefarbene Wendescheibe dem Lokomotivführer zugekehrt |
| 1*                                                                                      | Ankündigung Freie Fahrt: Ab dem nächsten Signal gilt Fahrt mit der in der Streckentabelle angegebenen Höchstgeschwindigkeit | zwei grüne Lichter schräg nach rechts steigend                                                 | zwei grüne Lichter schräg nach rechts steigend                                                      | ein grünes Licht rechts unten | ein grünes Licht rechts unten                               | Klappscheibe hochgeklappt                                | Wendescheibe abgedreht                                   |
| 1*                                                                                      | Ankündigung Freie Fahrt ohne Angabe einer Geschwindigkeitsbeschränkung (selten verwendet)                                   | zwei grüne Lichter waagrecht nebeneinander                                                     | zwei grüne Lichter waagrecht nebeneinander                                                          | |                                                             |                                                          |                                                          |
| 2*                                                                                      | Geschwindigkeitsankündigung 40 km/h ab dem nächsten Signal bzw. den zugehörigen Weichen                                     | ein gelbes Licht links oben und rechts in der Mitte ein grünes Licht                           | ein brandgelbes Licht links oben und rechts in der Mitte ein grünes Licht                           | ein gelbes Licht links unten und eine gelbe „4“ darunter                                                                                                | ein gelbes Licht links unten und eine gelbe „4“ darunter    | orangefarbene Klappscheibe dem Lokomotivführer zugekehrt | orangefarbene Wendescheibe dem Lokomotivführer zugekehrt |
| 6*                                                                                      | Geschwindigkeitsankündigung 40 km/h ab dem nächsten Signal bzw. den zugehörigen Weichen                                     | ein gelbes Licht links oben und rechts in der Mitte ein grünes Licht                           | ein brandgelbes Licht links oben und rechts in der Mitte ein grünes Licht                           | ein gelbes Licht links unten und eine gelbe „4“ darunter                                                                                                | ein gelbes Licht links unten und eine gelbe „4“ darunter    |                                                          |                                                          |
| sowie Kurze Fahrt: Übernächstes Hauptsignal zeigt Halt und steht im verkürzten Abstand. | | ein gelbes Licht links oben und rechts in der Mitte ein grünes Licht                           | ein brandgelbes Licht links oben und rechts in der Mitte ein grünes Licht                           | ein gelbes Licht links unten und eine gelbe „4“ darunter                                                                                                | ein gelbes Licht links unten und eine gelbe „4“ darunter    |                                                          |                                                          |
| 3*                                                                                      | Geschwindigkeitsankündigung 60 km/h ab dem nächsten Signal bzw. den zugehörigen Weichen                                     | zwei grüne Lichter schräg nach rechts steigend und lotrecht über dem linken ein gelbes Licht   | zwei grüne Lichter schräg nach rechts steigend und lotrecht über dem linken ein brandgelbes Licht   | ein gelbes Licht links unten und eine gelbe Ziffer darunter; ab dem nächsten Signal gilt die mit der Zahl × 10 angezeigte Höchstgeschwindigkeit in km/h | ein gelbes Licht links unten und eine gelbe Ziffer darunter |                                                          |                                                          |
| 5*                                                                                      | Geschwindigkeitsankündigung 90 km/h ab dem nächsten Signal bzw. den zugehörigen Weichen                                     | zwei grüne Lichter schräg nach rechts steigend und lotrecht unter dem rechten ein gelbes Licht | zwei grüne Lichter schräg nach rechts steigend und lotrecht unter dem rechten ein brandgelbes Licht | ein gelbes Licht links unten und eine gelbe Ziffer darunter; ab dem nächsten Signal gilt die mit der Zahl × 10 angezeigte Höchstgeschwindigkeit in km/h | ein gelbes Licht links unten und eine gelbe Ziffer darunter |                                                          |                                                          |

## Bauformen in anderen Ländern

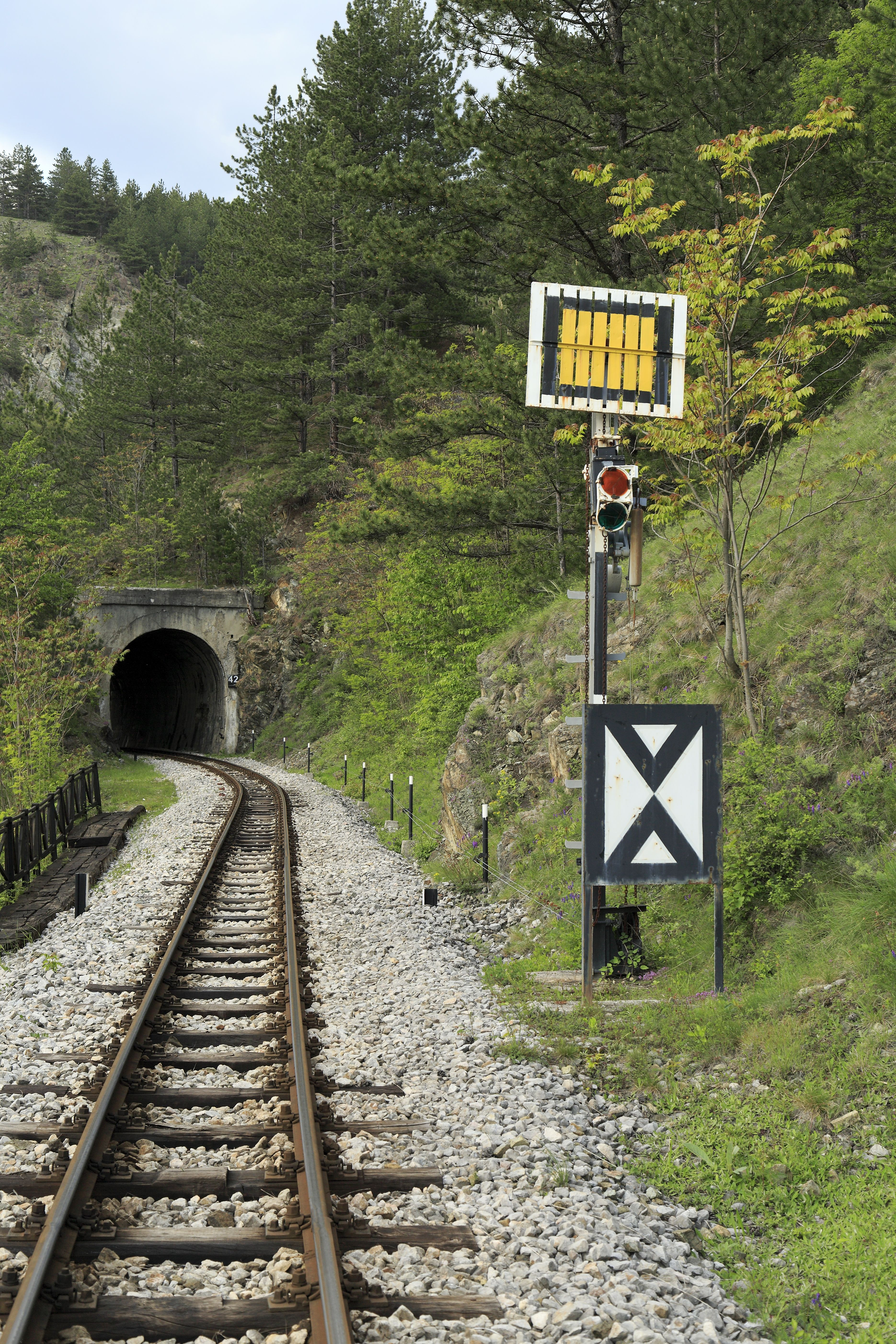
Altösterreichisches Formvorsignal mit Blendeneinrichtung und Vorsignaltafel (Jatare, Serbien)
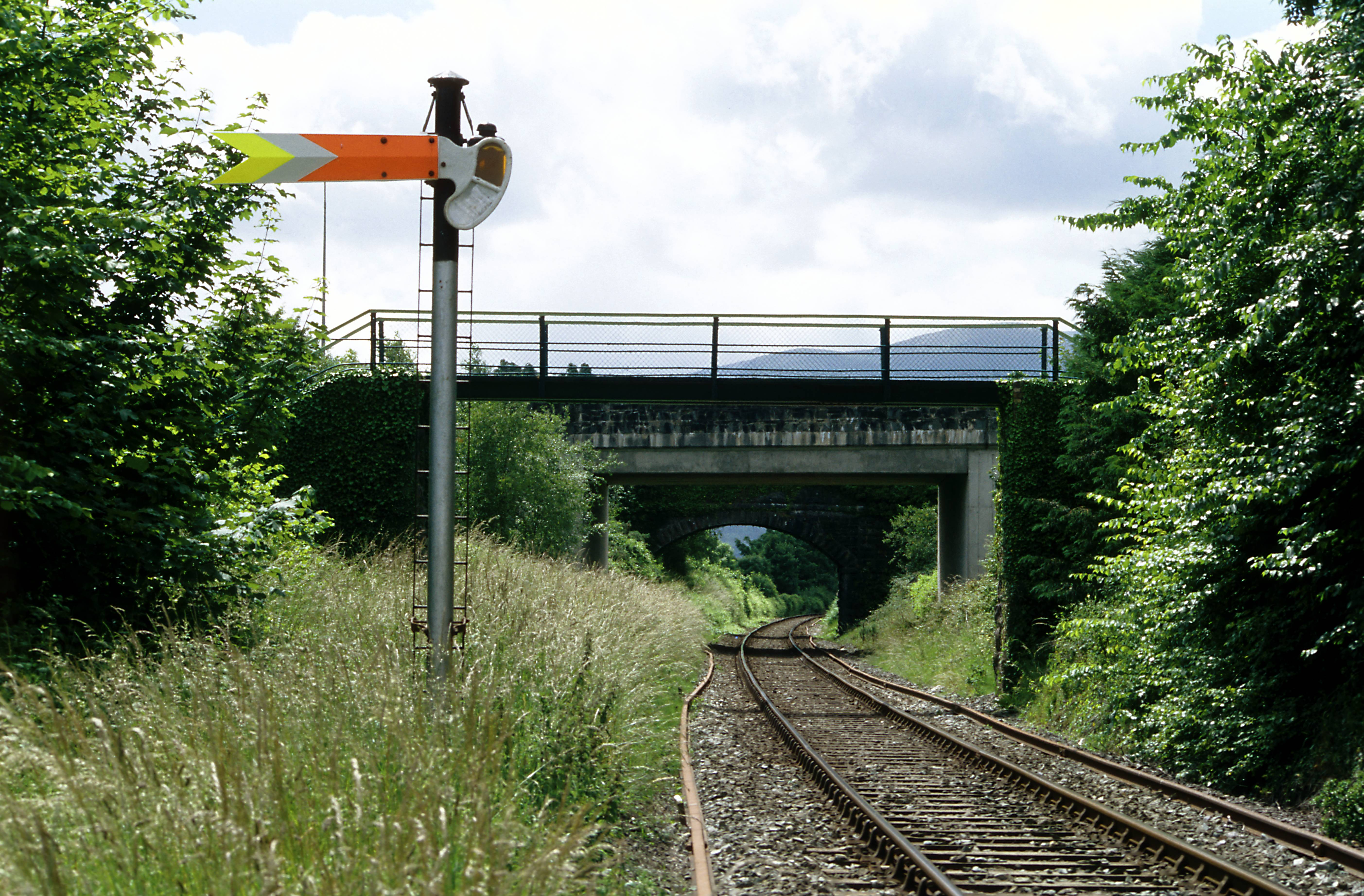
Altbritisches Vorsignal, Bf Killarney (Irland)
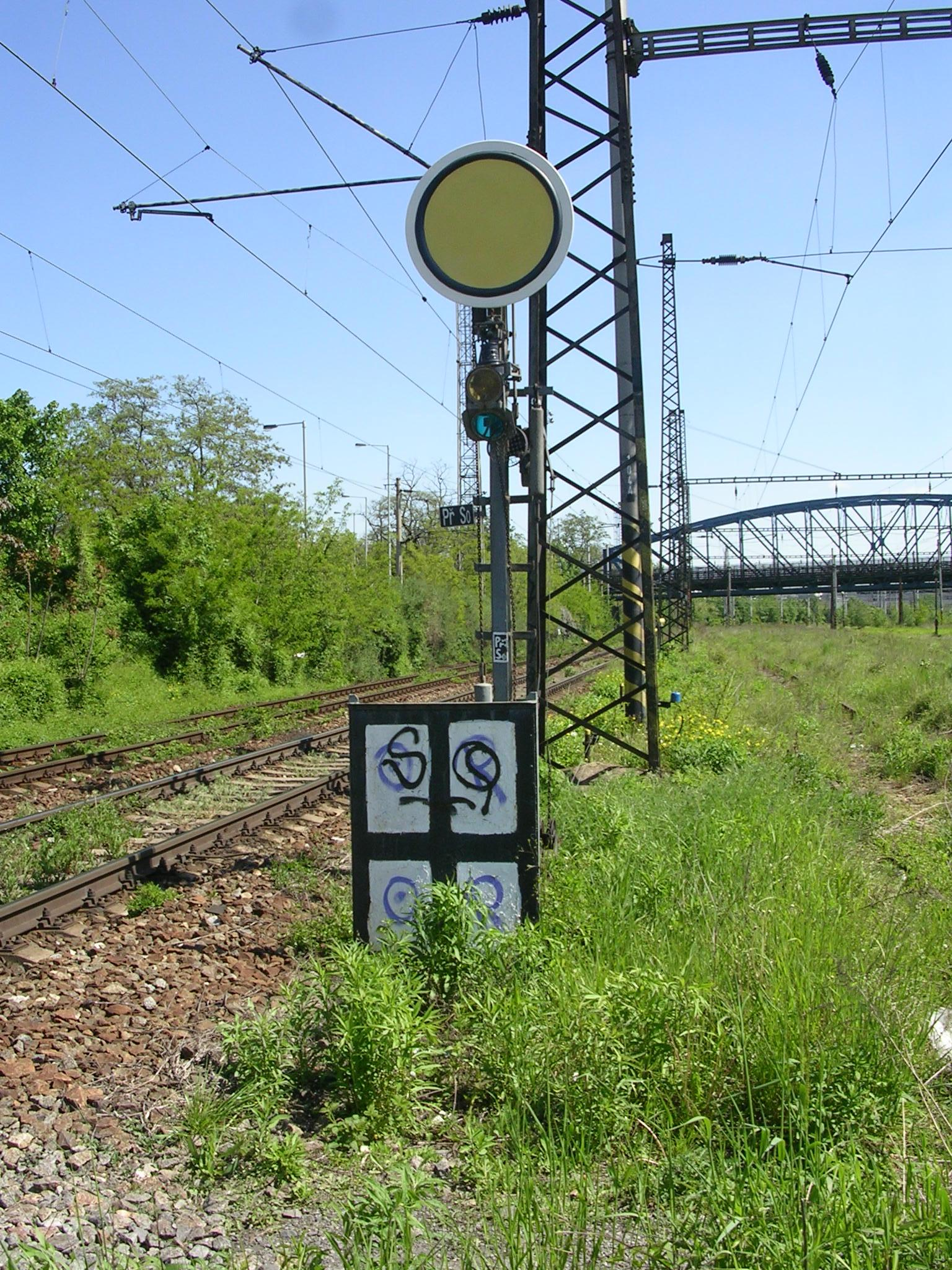
Vorsignal in Tschechien, die Form der Vorsignaltafel kennzeichnet das einer Blockstelle.
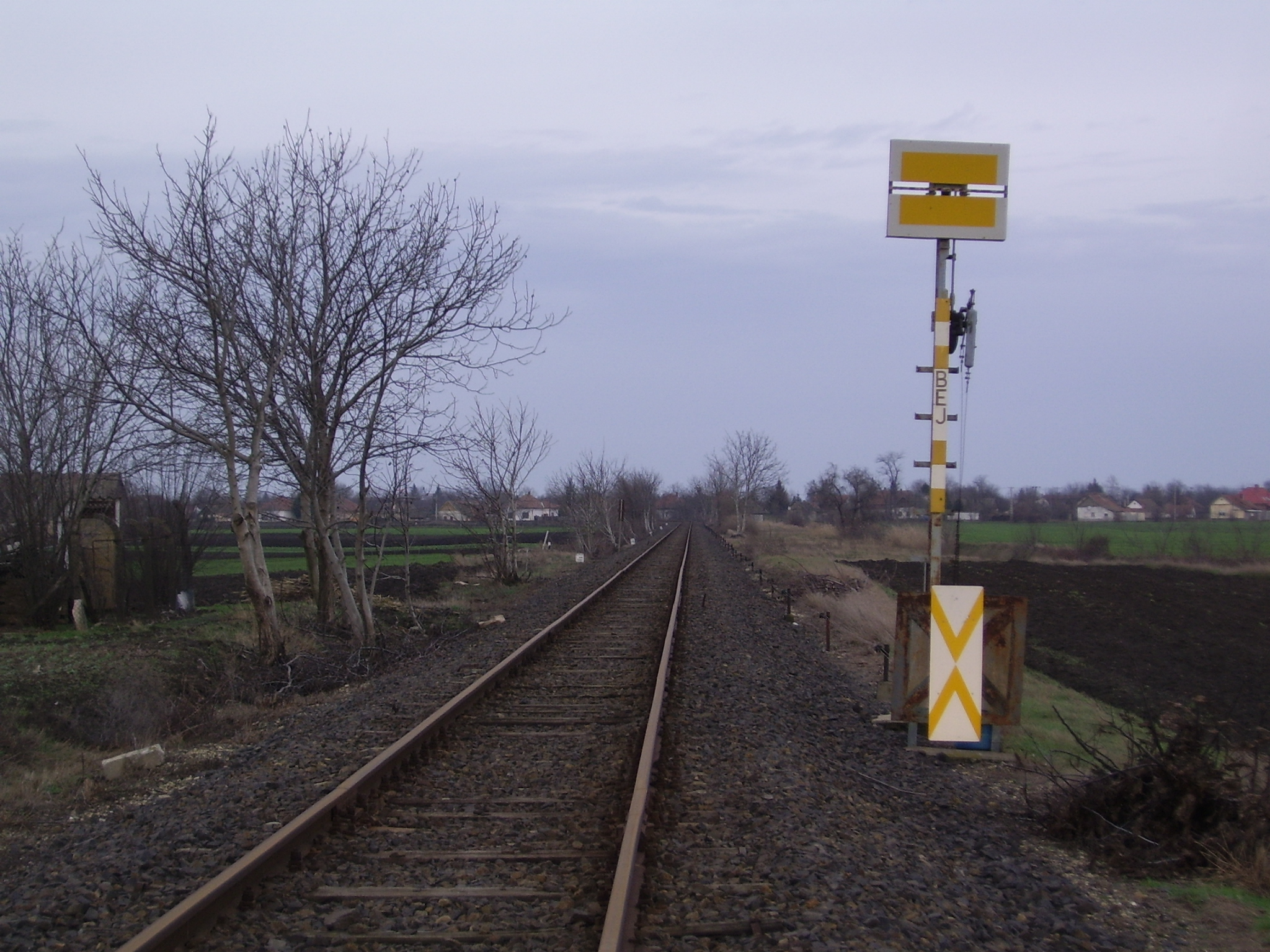
Formvorsignal in Ungarn
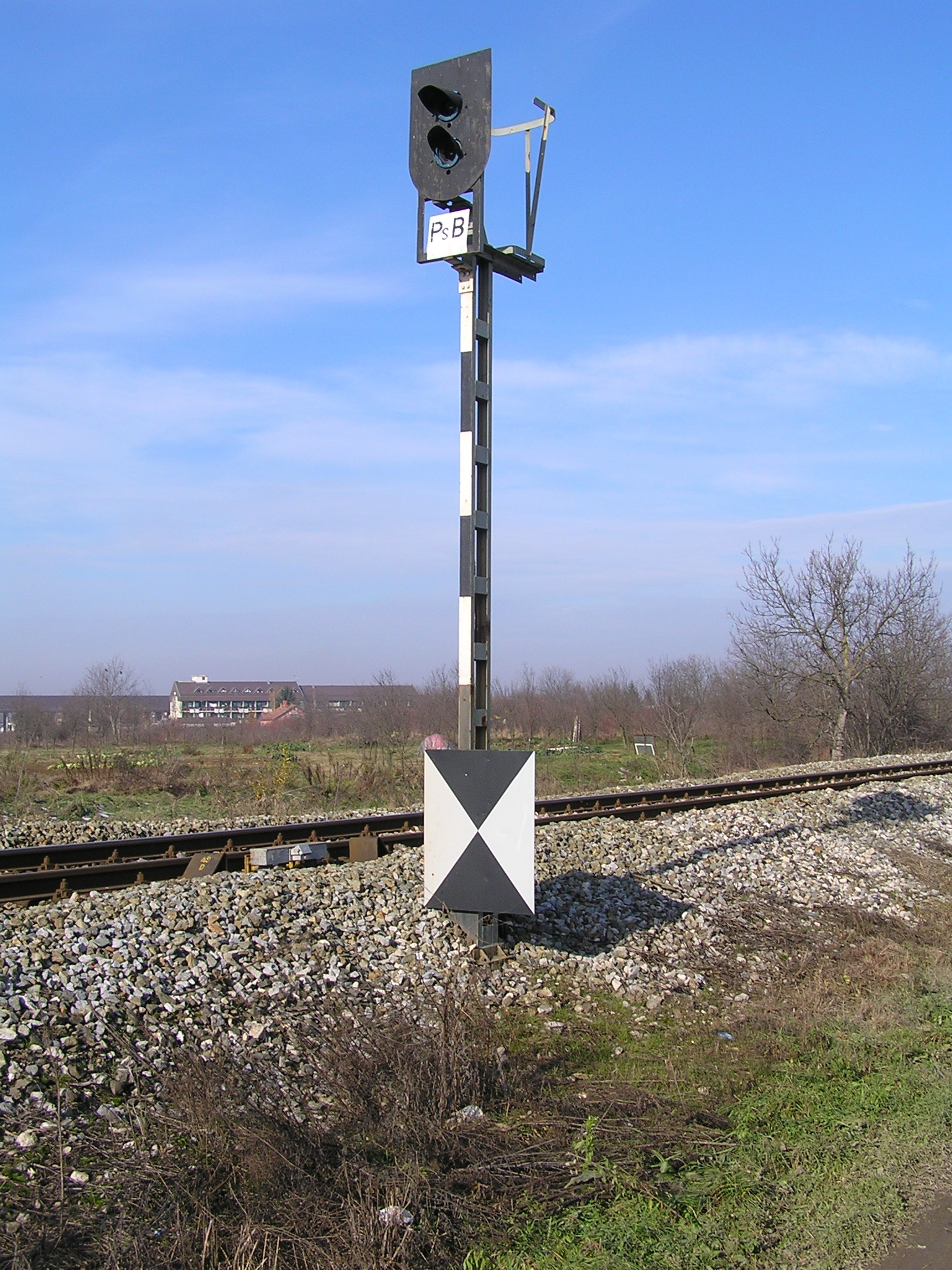
Lichtvorsignal in Kroatien (in dieser Form in allen Nachfolgestaaten von Jugoslawien üblich)
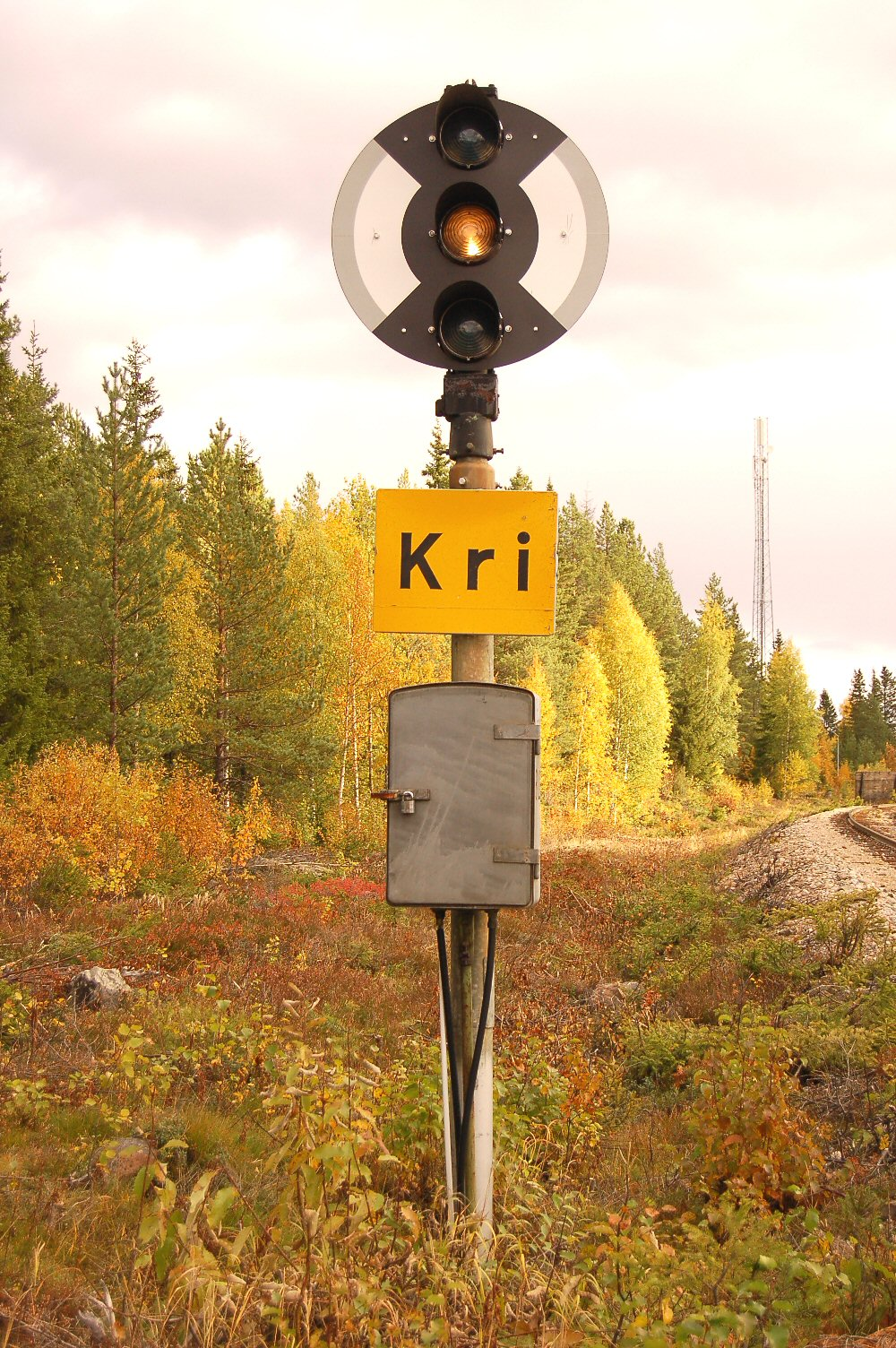
Schwedisches Lichtvorsignal
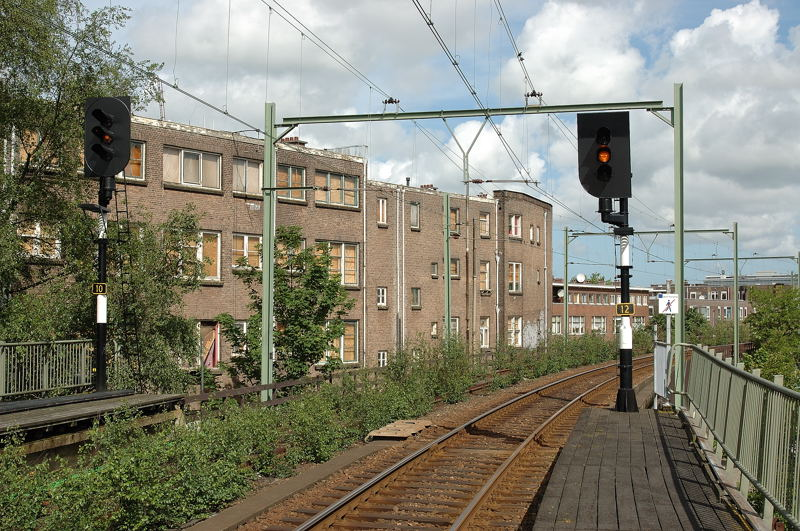
Niederländische Vorsignale